# ماکسیم پویشن
ماکسیم پویشن (انگلیسی: Maxime Poisson؛ زادهٔ ۳ اکتبر ۱۹۷۳) بازیکن فوتبال اهل فرانسه است.
از باشگاه‌هایی که در آن بازی کرده‌است می‌توان به باشگاه فوتبال نیم المپیک، باشگاه فوتبال لو مان، و باشگاه فوتبال دیژون اشاره کرد.